# Rosenska Pokalen
Der Rosenska Pokalen, der auch als Svenska Fotbollspokalen bekannt ist, war ein schwedischer Fußballwettbewerb in der Anfangszeit des Fußballs in Schweden.
Der Wettbewerb wurde 1899 erstmals ausgetragen. Bis 1902 trug der einmal im Jahr im Pokalmodus ausgetragene Wettbewerb den Namen Rosenska Pokalen. 1903 fanden zwei Wettbewerbe unter dem Titel Svenska Fotbollspokalen statt, einer im Frühjahr und einer im Herbst. Anschließend wurde der Pokal als eigenständiger Wettbewerb eingestellt und in die Qualifikation zur Svenska Mästerskapet eingegliedert. Fortan wurde dort der Von-Rosens-Pokal als Trophäe für den Sieger ausgelobt.

## Titelträger
| Spielzeit | Gewinner       | Finalist       |
| --------- | -------------- | -------------- |
| 1899      | Gefle IF       | AIK            |
| 1900      | Gefle IF       | AIK            |
| 1901      | Kein Gewinner1 |                |
| 1902      | Gefle IF       | Djurgårdens IF |
| 1903 I    | Örgryte IS2    |                |
| 1903 II   | Örgryte IS     | IFK Stockholm  |

Spielszene aus dem Duell AIK (schwarze Jerseys) gegen Gefle IF am 1. September 1901

1Das Endspiel zwischen Gefle IF und AIK endete nach Verlängerung 1:1-Unentschieden. Das geplante Wiederholungsspiel fiel aus, so dass kein Sieger ermittelt werden konnte.

2Die dänische Mannschaft Boldklubben af 1893 gewann das Endspiel, der unterlegene Finalist ÖIS wurde als beste schwedische Mannschaft zum Titelträger ernannt.